# سلطة نيسواز

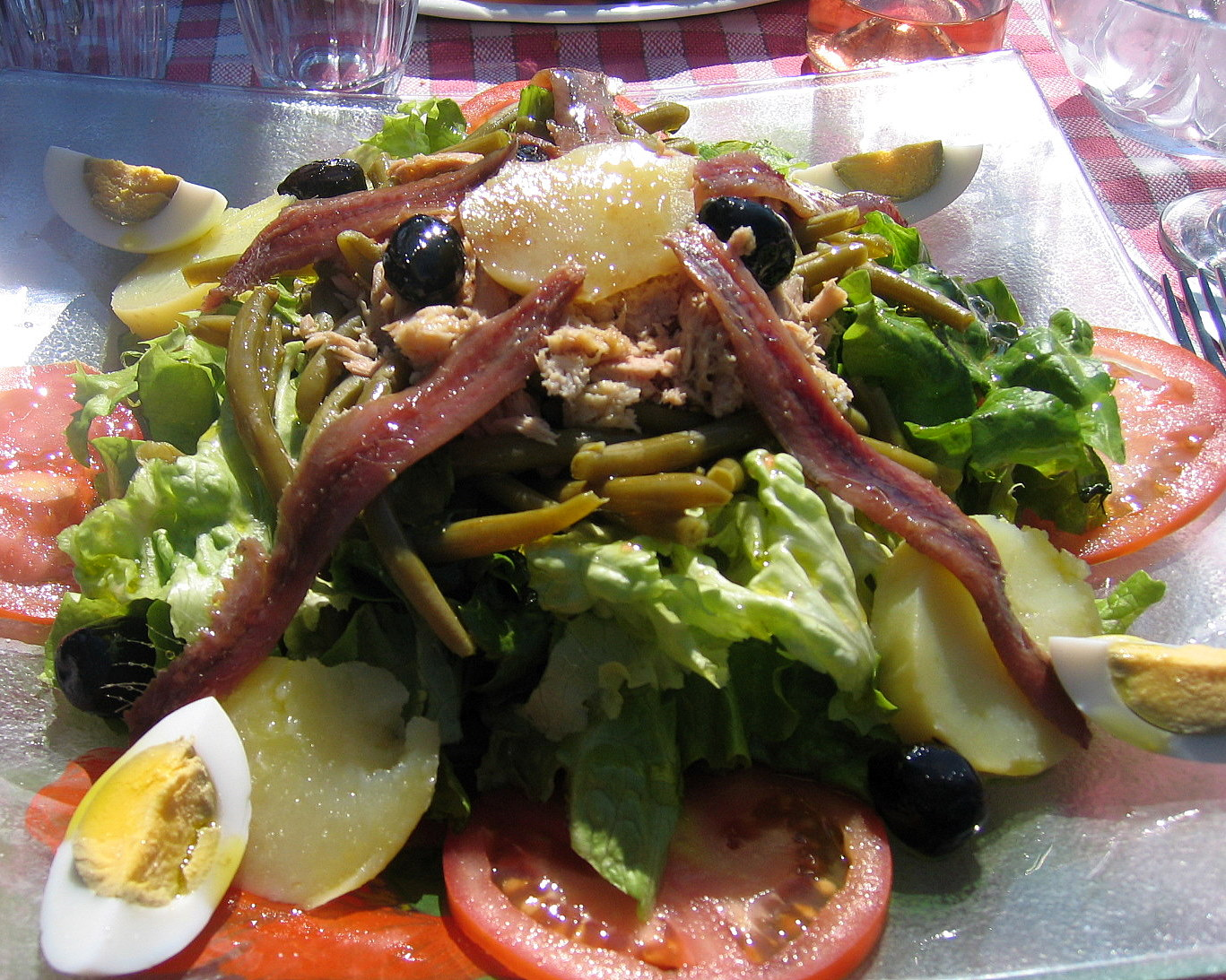
سلطة نيسواز التقليدية مع التونة المعلبة ، والأنشوجة والبيض المسلوق والبطاطس المسلوقة والبندورة والزيتون ، والفاصوليا الخضراء

سلطة نيسواز هي سلطة فرنسيّة الأصل، تحضّر على طريقة مدينة نيس في فرنسا، من هنا يأتي اسمها. تتميّز هذه السلطة بتنوّع مكوّناتها، يمكن تناولها كوجبة رئيسية لأنها تحتوي على غذاء كامل. فهي تحضّر من التونة، البيض ، البطاطس (غالباً) ، اللوبيا ، الطماطم ، الأنشوجة والزيتون. أما الصلصة فتحضّر من الخلّ، الخردل، الفلفل والملح. في بعض الأحيان يتمّ استخدام الثوم.

## المحتوى الغذائي
تحتوي وجبة سلطة النيسواز (600غ تقريباً) ، على المعلومات الغذائية التالية:
- السعرات الحرارية: 733
- الدهون: 39
- الدهون المشبعة: 7
- الكوليسترول: 260
- الكاربوهيدرات: 52
- البروتينات: 45

## وصلات خارجية
وصفة سلطة النيسواز مع معلوماتها الغذائية